# TIROS 1
TIROS 1 (ang. Television Infrared Observational Satellite) – pierwszy w historii satelita meteorologiczny. Był przełomem we współczesnej meteorologii; zmienił sposób w jaki postrzegamy Ziemię i w jaki sposób zbieramy dane o atmosferze. Zamiast oddzielnych kontynentów, można było po raz pierwszy zaobserwować, że Ziemia i atmosfera ziemska to jedna całość. Rozpoczął długą serię satelitów TIROS. Jej następczyniami były serie ITOS i NOAA.

## Opis misji

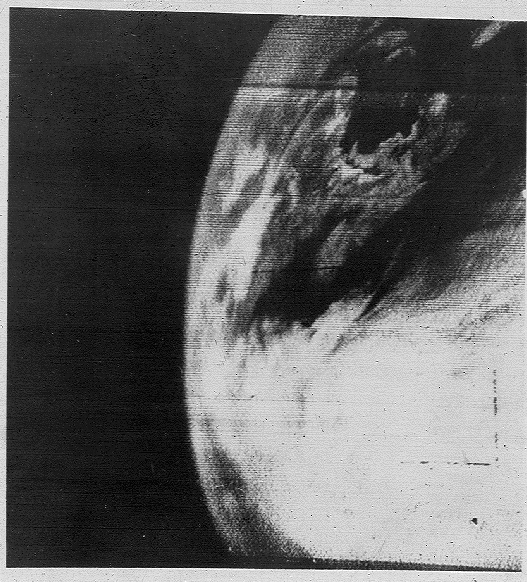
Pierwsze zdjęcie Ziemi widzianej z Kosmosu wykonane kamerą telewizyjną przez satelitę TIROS 1

Statek TIROS 1 został opracowany przez Goddard Space Flight Center (ośrodek NASA) oraz firmy: Radio Corporation of America (RCA) i Astro Electronic Division (dzisiejszy Lockheed Martin). Satelitą zarządzało US Weather Bureau (dzisiejsza National Oceanic and Atmospheric Administration). Zadaniem statku były globalne obserwacje pogody. TIROS 1 był pierwszym w historii satelitą pogodowym. 
Satelita pracował bez zakłóceń do 15 czerwca 1960 (awaria zasilania – przepalenie nadajnika radiowego, przekazującego na Ziemię zdjęcia telewizyjne). Przez 78 dni (ok. 188 godzin pracy ciągłej) przesłał na Ziemię 22 952 zdjęcia pokrywy chmur (w tym 19 389 użytecznych pod względem meteorologicznym). Odbiorem zdjęć zajmowały się stacje odbiorcze w New Jersey i na Hawajach.
Satelita cały czas pozostaje na orbicie, której trwałość określana jest na około 50 lat.

## Budowa i działanie
Szkielet satelity wykonano z aluminium i stali nierdzewnej. Pokrycie statku stanowiło 9200 ogniw słonecznych o wymiarach 1 na 2 cm. Gromadziły energię w 21 akumulatorach niklowo-kadmowych. U spodu statku zamontowano trzy stałopędne silniczki nadające satelicie ruch obrotowy z prędkością od 8 do 12 obrotów na minutę. Do łączności z Ziemią używano pojedynczej anteny monopolowej. Umieszczona była na szczycie statku. Dwie anteny dipolowe (4 pręty wystające ze spodu statku) służyły do nadawania telemetrii (częstotliwość 235 MHz; moc 2 W). Wysłanie 32 obrazów (cała zawartość rejestratora taśmowego) zajmowało 100 sekund.

## Ładunek

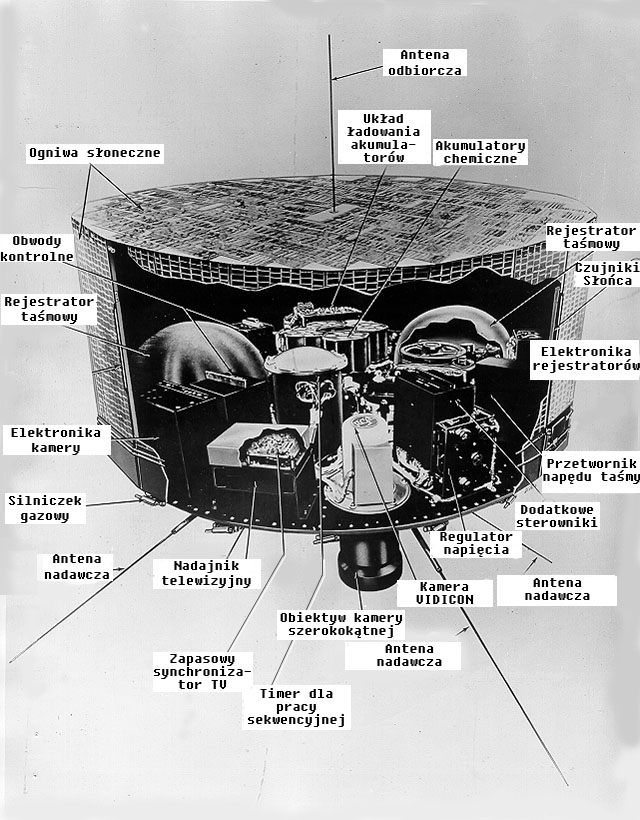
Rozmieszczenie instrumentów na satelicie TIROS 1

System telewizyjny TIROS-a 1 został zaprojektowany z myślą o sprawdzeniu możliwości wykonywania zdjęć pokrywy chmur z orbity. Głównymi częściami systemu były dwie kamery TV, rejestrator taśmowy i nadajniki radiowe. Jedna z kamer była szerokokątna (102°, f/1,5), a druga (12°, f/1,8) wąskokątna. Mogły pracować niezależnie lub w sposób sprzężony. Osie optyczne kamer były równoległe do osi obrotu statku leżącej w płaszczyźnie orbity. Kamery uruchamiały się automatycznie, gdy tylko Ziemia wchodziła w ich pole widzenia. Zdjęcia ze statku mogły być odbierane w czasie rzeczywistym, gdy był on w zasięgu stacji naziemnych, lub gromadzone w rejestratorze taśmowym (mieścił najwyżej 32 zdjęcia). Jak się okazało, w obu przypadkach uzyskiwano na Ziemi zdjęcia o takiej samej jakości. Kamery posiadały obiektywy typu widikon o średnicy 12,7 mm i miały rozdzielczość 500 linii po 500 pikseli każda. Zdjęcia wykonywane z nominalnej wysokości orbity (700 km) obejmowały:
- Kamera szerokokątna – obszar ok. 1200 × 1200 km, z rozdzielczością (w nadirze) 2,5–3 km
- Kamera wąskokątna – obszar 120 × 120 km z rozdzielczością (w nadirze) 300–800 m.

Kamera mogła wykonywać zdjęcia wyłącznie za dnia, fotografując obszary położone między 55° szerokości geograficznej południowej a 55° szerokości geograficznej północnej.